# Strangalia luteicornis
Strangalia luteicornis es una especie de escarabajo longicornio del género Strangalia, categorizada en la tribu Lepturini, de la subfamilia Lepturinae. Fue descrita por Fabricius en 1775.

## Descripción
Mide 9-14 mm de longitud.

## Distribución
Se distribuye por Canadá y Estados Unidos.